# ATP World Tour 2018
L'ATP World Tour 2018 és el circuit de tennis professional masculí de l'any 2018 organitzat per l'ATP. La temporada inclou un total de 68 torneigs dividits en Grand Slams (organitzats per la ITF), ATP World Tour Masters 1000, sèries ATP World Tour 500, sèries ATP World Tour 250 i un ATP Finals. També s'inclou la disputa de la Copa Davis i la Copa Hopman. Els torneigs es disputen entre l'1 de gener de 2018 i el 25 de novembre de 2018.

## Calendari
Taula sobre el calendari complet dels torneigs que pertanyen a la temporada 2018 de l'ATP World Tour. També s'inclouen els vencedors dels quadres individuals i dobles de cada torneig.
| Llegenda                           |
| ---------------------------------- |
| Grand Slam                         |
| ATP World Tour Finals / ATP Finals |
| ATP World Tour Masters 1000        |
| ATP World Tour 500                 |
| ATP World Tour 250                 |
| Esdeveniments per equips           |

| Data d'inici   | Torneig                      | Superfície   | Guanyador/s                                                                          | Finalista/es                                                                       |
| -------------- | ---------------------------- | ------------ | ------------------------------------------------------------------------------------ | ---------------------------------------------------------------------------------- |
| 1 de gener     | Copa Hopman                  | Dura (i)     | Belinda Bencic / Roger Federer                                                       | Angelique Kerber / Alexander Zverev                                                |
| 1 de gener     | Brisbane                     | Dura         | Nick Kyrgios                                                                         | Ryan Harrison                                                                      |
| 1 de gener     | Brisbane                     | Dura         | Henri Kontinen / John Peers                                                          | Leonardo Mayer / Horacio Zeballos                                                  |
| 1 de gener     | Poona                        | Dura         | Gilles Simon                                                                         | Kevin Anderson                                                                     |
| 1 de gener     | Poona                        | Dura         | Robin Haase / Matwé Middelkoop                                                       | Pierre-Hugues Herbert / Gilles Simon                                               |
| 1 de gener     | Doha                         | Dura         | Gaël Monfils                                                                         | Andrei Rubliov                                                                     |
| 1 de gener     | Doha                         | Dura         | Oliver Marach / Mate Pavić                                                           | Jamie Murray / Bruno Soares                                                        |
| 8 de gener     | Auckland                     | Dura         | Roberto Bautista Agut                                                                | Juan Martín del Potro                                                              |
| 8 de gener     | Auckland                     | Dura         | Oliver Marach / Mate Pavić                                                           | Max Mirnyi / Philipp Oswald                                                        |
| 8 de gener     | Sydney                       | Dura         | Daniil Medvedev                                                                      | Alex De Minaur                                                                     |
| 8 de gener     | Sydney                       | Dura         | Łukasz Kubot / Marcelo Melo                                                          | Jan-Lennard Struff / Viktor Troicki                                                |
| 15 de gener    | Open d'Austràlia             | Dura         | Roger Federer                                                                        | Marin Čilić                                                                        |
| 15 de gener    | Open d'Austràlia             | Dura         | Oliver Marach / Mate Pavić                                                           | Juan Sebastián Cabal / Robert Farah                                                |
| 15 de gener    | Open d'Austràlia             | Dura         | Gabriela Dabrowski / Mate Pavić                                                      | Tímea Babos / Rohan Bopanna                                                        |
| 29 de gener    | Copa Davis (Primera ronda)   |              | França · Itàlia · Espanya · Alemanya · Kazakhstan · Croàcia · Estats Units · Bèlgica | Països Baixos · Japó · Regne Unit · Austràlia · Suïssa · Canadà · Sèrbia · Hongria |
| 5 de febrer    | Montpeller                   | Dura (i)     | Lucas Pouille                                                                        | Richard Gasquet                                                                    |
| 5 de febrer    | Montpeller                   | Dura (i)     | Ken Skupski / Neal Skupski                                                           | Ben McLachlan / Hugo Nys                                                           |
| 5 de febrer    | Quito                        | Terra batuda | Roberto Carballés Baena                                                              | Albert Ramos Viñolas                                                               |
| 5 de febrer    | Quito                        | Terra batuda | Nicolás Jarry / Hans Podlipnik-Castillo                                              | Austin Krajicek / Jackson Withrow                                                  |
| 5 de febrer    | Sofia                        | Dura (i)     | Mirza Bašić                                                                          | Marius Copil                                                                       |
| 5 de febrer    | Sofia                        | Dura (i)     | Robin Haase / Matwé Middelkoop                                                       | Nikola Mektić / Alexander Peya                                                     |
| 12 de febrer   | Rotterdam                    | Dura (i)     | Roger Federer                                                                        | Grígor Dimitrov                                                                    |
| 12 de febrer   | Rotterdam                    | Dura (i)     | Pierre-Hugues Herbert / Nicolas Mahut                                                | Oliver Marach / Mate Pavić                                                         |
| 12 de febrer   | Buenos Aires                 | Terra batuda | Dominic Thiem                                                                        | Aljaž Bedene                                                                       |
| 12 de febrer   | Buenos Aires                 | Terra batuda | Andrés Molteni / Horacio Zeballos                                                    | Juan Sebastián Cabal / Robert Farah                                                |
| 12 de febrer   | Nova York                    | Dura (i)     | Kevin Anderson                                                                       | Sam Querrey                                                                        |
| 12 de febrer   | Nova York                    | Dura (i)     | Max Mirnyi / Philipp Oswald                                                          | Wesley Koolhof / Artem Sitak                                                       |
| 19 de febrer   | Rio de Janeiro               | Terra batuda | Diego Schwartzman                                                                    | Fernando Verdasco                                                                  |
| 19 de febrer   | Rio de Janeiro               | Terra batuda | David Marrero / Fernando Verdasco                                                    | Nikola Mektić / Alexander Peya                                                     |
| 19 de febrer   | Delray Beach                 | Dura         | Frances Tiafoe                                                                       | Peter Gojowczyk                                                                    |
| 19 de febrer   | Delray Beach                 | Dura         | Jack Sock / Jackson Withrow                                                          | Nicholas Monroe / John-Patrick Smith                                               |
| 19 de febrer   | Marsella                     | Dura (i)     | Karén Khatxànov                                                                      | Lucas Pouille                                                                      |
| 19 de febrer   | Marsella                     | Dura (i)     | Raven Klaasen / Michael Venus                                                        | Marcus Daniell / Dominic Inglot                                                    |
| 26 de febrer   | Acapulco                     | Dura         | Juan Martín del Potro                                                                | Kevin Anderson                                                                     |
| 26 de febrer   | Acapulco                     | Dura         | Jamie Murray / Bruno Soares                                                          | Bob Bryan / Mike Bryan                                                             |
| 26 de febrer   | Dubai                        | Dura         | Roberto Bautista Agut                                                                | Lucas Pouille                                                                      |
| 26 de febrer   | Dubai                        | Dura         | Jean-Julien Rojer / Horia Tecău                                                      | James Cerretani / Leander Paes                                                     |
| 26 de febrer   | São Paulo                    | Terra batuda | Fabio Fognini                                                                        | Nicolás Jarry                                                                      |
| 26 de febrer   | São Paulo                    | Terra batuda | Federico Delbonis / Máximo González                                                  | Wesley Koolhof / Artem Sitak                                                       |
| 5 de març      | Indian Wells                 | Dura         | Juan Martín del Potro                                                                | Roger Federer                                                                      |
| 5 de març      | Indian Wells                 | Dura         | John Isner / Jack Sock                                                               | Bob Bryan / Mike Bryan                                                             |
| 19 de març     | Miami                        | Dura         | John Isner                                                                           | Alexander Zverev                                                                   |
| 19 de març     | Miami                        | Dura         | Bob Bryan / Mike Bryan                                                               | Karén Khatxànov / Andrei Rubliov                                                   |
| 2 d'abril      | Copa Davis (Quarts de final) |              | França · Espanya · Croàcia · Estats Units                                            | Itàlia · Alemanya · Kazakhstan · Bèlgica                                           |
| 9 d'abril      | Houston                      | Terra batuda | Steve Johnson                                                                        | Tennys Sandgren                                                                    |
| 9 d'abril      | Houston                      | Terra batuda | Max Mirnyi / Philipp Oswald                                                          | Andre Begemann / Antonio Šančić                                                    |
| 9 d'abril      | Marràqueix                   | Terra batuda | Pablo Andújar                                                                        | Kyle Edmund                                                                        |
| 9 d'abril      | Marràqueix                   | Terra batuda | Nikola Mektić / Alexander Peya                                                       | Benoît Paire / Édouard Roger-Vasselin                                              |
| 16 d'abril     | Montecarlo                   | Terra batuda | Rafael Nadal                                                                         | Kei Nishikori                                                                      |
| 16 d'abril     | Montecarlo                   | Terra batuda | Bob Bryan / Mike Bryan                                                               | Oliver Marach / Mate Pavić                                                         |
| 23 d'abril     | Barcelona                    | Terra batuda | Rafael Nadal                                                                         | Stéfanos Tsitsipàs                                                                 |
| 23 d'abril     | Barcelona                    | Terra batuda | Feliciano López / Marc López                                                         | Aisam-ul-Haq Qureshi / Jean-Julien Rojer                                           |
| 23 d'abril     | Budapest                     | Terra batuda | Marco Cecchinato                                                                     | John Millman                                                                       |
| 23 d'abril     | Budapest                     | Terra batuda | Dominic Inglot / Franko Škugor                                                       | Matwé Middelkoop / Andrés Molteni                                                  |
| 30 d'abril     | Estoril                      | Terra batuda | João Sousa                                                                           | Frances Tiafoe                                                                     |
| 30 d'abril     | Estoril                      | Terra batuda | Kyle Edmund / Cameron Norrie                                                         | Wesley Koolhof / Artem Sitak                                                       |
| 30 d'abril     | Istanbul                     | Terra batuda | Taro Daniel                                                                          | Malek Jaziri                                                                       |
| 30 d'abril     | Istanbul                     | Terra batuda | Dominic Inglot / Robert Lindstedt                                                    | Ben McLachlan / Nicholas Monroe                                                    |
| 30 d'abril     | Múnic                        | Terra batuda | Alexander Zverev                                                                     | Philipp Kohlschreiber                                                              |
| 30 d'abril     | Múnic                        | Terra batuda | Ivan Dodig / Rajeev Ram                                                              | Nikola Mektić / Alexander Peya                                                     |
| 7 de maig      | Madrid                       | Terra batuda | Alexander Zverev                                                                     | Dominic Thiem                                                                      |
| 7 de maig      | Madrid                       | Terra batuda | Nikola Mektić / Alexander Peya                                                       | Bob Bryan / Mike Bryan                                                             |
| 14 de maig     | Roma                         | Terra batuda | Rafael Nadal                                                                         | Alexander Zverev                                                                   |
| 14 de maig     | Roma                         | Terra batuda | Juan Sebastián Cabal / Robert Farah                                                  | Pablo Carreño Busta / João Sousa                                                   |
| 21 de maig     | Ginebra                      | Terra batuda | Márton Fucsovics                                                                     | Peter Gojowczyk                                                                    |
| 21 de maig     | Ginebra                      | Terra batuda | Oliver Marach / Mate Pavić                                                           | Ivan Dodig / Rajeev Ram                                                            |
| 21 de maig     | Lió                          | Terra batuda | Dominic Thiem                                                                        | Gilles Simon                                                                       |
| 21 de maig     | Lió                          | Terra batuda | Nick Kyrgios / Jack Sock                                                             | Roman Jebavý / Matwé Middelkoop                                                    |
| 28 de maig     | Roland Garros                | Terra batuda | Rafael Nadal                                                                         | Dominic Thiem                                                                      |
| 28 de maig     | Roland Garros                | Terra batuda | Pierre-Hugues Herbert / Nicolas Mahut                                                | Oliver Marach / Mate Pavić                                                         |
| 28 de maig     | Roland Garros                | Terra batuda | Latisha Chan / Ivan Dodig                                                            | Gabriela Dabrowski / Mate Pavić                                                    |
| 11 de juny     | 's-Hertogenbosch             | Gespa        | Richard Gasquet                                                                      | Jérémy Chardy                                                                      |
| 11 de juny     | 's-Hertogenbosch             | Gespa        | Dominic Inglot / Franko Škugor                                                       | Raven Klaasen / Michael Venus                                                      |
| 11 de juny     | Stuttgart                    | Gespa        | Roger Federer                                                                        | Milos Raonic                                                                       |
| 11 de juny     | Stuttgart                    | Gespa        | Philipp Petzschner / Tim Pütz                                                        | Robert Lindstedt / Marcin Matkowski                                                |
| 18 de juny     | Halle                        | Gespa        | Borna Ćorić                                                                          | Roger Federer                                                                      |
| 18 de juny     | Halle                        | Gespa        | Łukasz Kubot / Marcelo Melo                                                          | Alexander Zverev / Mischa Zverev                                                   |
| 18 de juny     | Londres                      | Gespa        | Marin Čilić                                                                          | Novak Đoković                                                                      |
| 18 de juny     | Londres                      | Gespa        | Henri Kontinen / John Peers                                                          | Jamie Murray / Bruno Soares                                                        |
| 25 de juny     | Antalya                      | Gespa        | Damir Džumhur                                                                        | Adrian Mannarino                                                                   |
| 25 de juny     | Antalya                      | Gespa        | Marcelo Demoliner / Santiago González                                                | Sander Arends / Matwé Middelkoop                                                   |
| 25 de juny     | Eastbourne                   | Gespa        | Mischa Zverev                                                                        | Lukáš Lacko                                                                        |
| 25 de juny     | Eastbourne                   | Gespa        | Luke Bambridge / Jonny O'Mara                                                        | Ken Skupski / Neal Skupski                                                         |
| 2 de juliol    | Wimbledon                    | Gespa        | Novak Đoković                                                                        | Kevin Anderson                                                                     |
| 2 de juliol    | Wimbledon                    | Gespa        | Mike Bryan / Jack Sock                                                               | Raven Klaasen / Michael Venus                                                      |
| 2 de juliol    | Wimbledon                    | Gespa        | Nicole Melichar / Alexander Peya                                                     | Viktória Azàrenka / Jamie Murray                                                   |
| 16 de juliol   | Bastad                       | Terra batuda | Fabio Fognini                                                                        | Richard Gasquet                                                                    |
| 16 de juliol   | Bastad                       | Terra batuda | Julio Peralta / Horacio Zeballos                                                     | Simone Bolelli / Fabio Fognini                                                     |
| 16 de juliol   | Newport                      | Gespa        | Steve Johnson                                                                        | Ramkumar Ramanathan                                                                |
| 16 de juliol   | Newport                      | Gespa        | Jonathan Erlich / Artem Sitak                                                        | Marcelo Arévalo / Miguel Ángel Reyes Varela                                        |
| 16 de juliol   | Umag                         | Terra batuda | Marco Cecchinato                                                                     | Guido Pella                                                                        |
| 16 de juliol   | Umag                         | Terra batuda | Robin Haase / Matwé Middelkoop                                                       | Roman Jebavý / Jiří Veselý                                                         |
| 23 de juliol   | Hamburg                      | Terra batuda | Níkoloz Bassilaixvili                                                                | Leonardo Mayer                                                                     |
| 23 de juliol   | Hamburg                      | Terra batuda | Julio Peralta / Horacio Zeballos                                                     | Oliver Marach / Mate Pavić                                                         |
| 23 de juliol   | Atlanta                      | Dura         | Matteo Berrettini                                                                    | Roberto Bautista Agut                                                              |
| 23 de juliol   | Atlanta                      | Dura         | Matteo Berrettini / Daniele Bracciali                                                | Denys Molchanov / Igor Zelenay                                                     |
| 23 de juliol   | Gstaad                       | Terra batuda | John Isner                                                                           | Ryan Harrison                                                                      |
| 23 de juliol   | Gstaad                       | Terra batuda | Nicholas Monroe / John-Patrick Smith                                                 | Ryan Harrison / Rajeev Ram                                                         |
| 30 de juliol   | Washington D.C.              | Dura         | Alexander Zverev                                                                     | Alex de Minaur                                                                     |
| 30 de juliol   | Washington D.C.              | Dura         | Jamie Murray / Bruno Soares                                                          | Mike Bryan / Édouard Roger-Vasselin                                                |
| 30 de juliol   | Kitzbühel                    | Terra batuda | Martin Kližan                                                                        | Denis Istomin                                                                      |
| 30 de juliol   | Kitzbühel                    | Terra batuda | Roman Jebavý / Andrés Molteni                                                        | Daniele Bracciali / Federico Delbonis                                              |
| 30 de juliol   | Los Cabos                    | Dura         | Fabio Fognini                                                                        | Juan Martín del Potro                                                              |
| 30 de juliol   | Los Cabos                    | Dura         | Marcelo Arévalo / Miguel Ángel Reyes Varela                                          | Taylor Fritz / Thanasi Kokkinakis                                                  |
| 6 d'agost      | Toronto                      | Dura         | Rafael Nadal                                                                         | Stéfanos Tsitsipàs                                                                 |
| 6 d'agost      | Toronto                      | Dura         | Henri Kontinen / John Peers                                                          | Raven Klaasen / Michael Venus                                                      |
| 13 d'agost     | Cincinnati                   | Dura         | Novak Đoković                                                                        | Roger Federer                                                                      |
| 13 d'agost     | Cincinnati                   | Dura         | Jamie Murray / Bruno Soares                                                          | Juan Sebastián Cabal / Robert Farah                                                |
| 20 d'agost     | Winston-Salem                | Dura         | Daniil Medvedev                                                                      | Steve Johnson                                                                      |
| 20 d'agost     | Winston-Salem                | Dura         | Jean-Julien Rojer / Horia Tecău                                                      | James Cerretani / Leander Paes                                                     |
| 27 d'agost     | US Open                      | Dura         | Novak Đoković                                                                        | Juan Martín del Potro                                                              |
| 27 d'agost     | US Open                      | Dura         | Mike Bryan / Jack Sock                                                               | Łukasz Kubot / Marcelo Melo                                                        |
| 27 d'agost     | US Open                      | Dura         | Bethanie Mattek-Sands / Jamie Murray                                                 | Alicja Rosolska / Nikola Mektić                                                    |
| 10 de setembre | Copa Davis (Semifinals)      |              | França · Croàcia                                                                     | Espanya · Estats Units                                                             |
| 17 de setembre | Metz                         | Dura (i)     | Gilles Simon                                                                         | Matthias Bachinger                                                                 |
| 17 de setembre | Metz                         | Dura (i)     | Nicolas Mahut / Édouard Roger-Vasselin                                               | Ken Skupski / Neal Skupski                                                         |
| 17 de setembre | Sant Petersburg              | Dura (i)     | Dominic Thiem                                                                        | Martin Kližan                                                                      |
| 17 de setembre | Sant Petersburg              | Dura (i)     | Matteo Berrettini / Fabio Fognini                                                    | Roman Jebavý / Matwé Middelkoop                                                    |
| 24 de setembre | Chengdu                      | Dura         | Bernard Tomic                                                                        | Fabio Fognini                                                                      |
| 24 de setembre | Chengdu                      | Dura         | Ivan Dodig / Mate Pavić                                                              | Austin Krajicek / Jeevan Nedunchezhiyan                                            |
| 24 de setembre | Shenzhen                     | Dura         | Yoshihito Nishioka                                                                   | Pierre-Hugues Herbert                                                              |
| 24 de setembre | Shenzhen                     | Dura         | Ben McLachlan / Joe Salisbury                                                        | Robert Lindstedt / Rajeev Ram                                                      |
| 1 d'octubre    | Pequín                       | Dura         | Níkoloz Bassilaixvili                                                                | Juan Martín del Potro                                                              |
| 1 d'octubre    | Pequín                       | Dura         | Łukasz Kubot / Marcelo Melo                                                          | Oliver Marach / Mate Pavić                                                         |
| 1 d'octubre    | Tòquio                       | Dura         | Daniil Medvedev                                                                      | Kei Nishikori                                                                      |
| 1 d'octubre    | Tòquio                       | Dura         | Ben McLachlan / Jan-Lennard Struff                                                   | Raven Klaasen / Michael Venus                                                      |
| 8 d'octubre    | Xangai                       | Dura         | Novak Đoković                                                                        | Borna Ćorić                                                                        |
| 8 d'octubre    | Xangai                       | Dura         | Łukasz Kubot / Marcelo Melo                                                          | Jamie Murray / Bruno Soares                                                        |
| 15 d'octubre   | Anvers                       | Dura (i)     | Kyle Edmund                                                                          | Gaël Monfils                                                                       |
| 15 d'octubre   | Anvers                       | Dura (i)     | Nicolas Mahut / Édouard Roger-Vasselin                                               | Marcelo Demoliner / Santiago González                                              |
| 15 d'octubre   | Moscou                       | Dura (i)     | Karén Khatxànov                                                                      | Adrian Mannarino                                                                   |
| 15 d'octubre   | Moscou                       | Dura (i)     | Austin Krajicek / Rajeev Ram                                                         | Max Mirnyi / Philipp Oswald                                                        |
| 15 d'octubre   | Estocolm                     | Dura (i)     | Stéfanos Tsitsipàs                                                                   | Ernests Gulbis                                                                     |
| 15 d'octubre   | Estocolm                     | Dura (i)     | Luke Bambridge / Jonny O'Mara                                                        | Marcus Daniell / Wesley Koolhof                                                    |
| 22 d'octubre   | Basilea                      | Dura (i)     | Roger Federer                                                                        | Marius Copil                                                                       |
| 22 d'octubre   | Basilea                      | Dura (i)     | Dominic Inglot / Franko Škugor                                                       | Alexander Zverev / Mischa Zverev                                                   |
| 22 d'octubre   | Viena                        | Dura (i)     | Kevin Anderson                                                                       | Kei Nishikori                                                                      |
| 22 d'octubre   | Viena                        | Dura (i)     | Joe Salisbury / Neal Skupski                                                         | Mike Bryan / Édouard Roger-Vasselin                                                |
| 29 d'octubre   | París                        | Dura (i)     | Karén Khatxànov                                                                      | Novak Đoković                                                                      |
| 29 d'octubre   | París                        | Dura (i)     | Marcel Granollers / Rajeev Ram                                                       | Jean-Julien Rojer / Horia Tecău                                                    |
| 5 de novembre  | Next Gen ATP Finals (Milà)   | Dura (i)     | Stéfanos Tsitsipàs                                                                   | Alex de Minaur                                                                     |
| 12 de novembre | ATP Finals (Londres)         | Dura (i)     | Alexander Zverev                                                                     | Novak Đoković                                                                      |
| 12 de novembre | ATP Finals (Londres)         | Dura (i)     | Mike Bryan / Jack Sock                                                               | Pierre-Hugues Herbert / Nicolas Mahut                                              |
| 19 de novembre | Copa Davis (Final)           |              | Croàcia                                                                              | França                                                                             |

## Estadístiques
La següent taula mostra el nombre de títols aconseguits de forma individual (I), dobles (D) i dobles mixtes (X) aconseguits per cada tennista i també per països durant la temporada 2018. Els torneigs estan classificats segons la seva categoria dins el calendari ATP World Tour 2018: Grand Slams, ATP World Tour Finals, ATP World Tour Masters 1000, sèries ATP World Tour 500 i sèries ATP World Tour 250. L'ordre del jugadors s'ha establert a partir del nombre total de títols i llavors segons la categoria dels títols.

### Títols per tennista
| Total | Tennista                  | Grand Slams | Grand Slams | Grand Slams | ATP World Tour Finals | ATP World Tour Finals | ATP World Tour Masters 1000 | ATP World Tour Masters 1000 | ATP World Tour 500 | ATP World Tour 500 | ATP World Tour 250 | ATP World Tour 250 | Resum | Resum | Resum |
| Total | Tennista                  | I           | D           | X           | I                     | D                     | I                           | D                           | I                  | D                  | I                  | D                  | I     | D     | X     |
| ----- | ------------------------- | ----------- | ----------- | ----------- | --------------------- | --------------------- | --------------------------- | --------------------------- | ------------------ | ------------------ | ------------------ | ------------------ | ----- | ----- | ----- |
| 6     | Jack Sock                 |             | ●           |             |                       | ●                     |                             | ●                           |                    |                    |                    | ●                  | 0     | 6     | 0     |
| 6     | Mate Pavić                |             | ●           | ●           |                       |                       |                             |                             |                    |                    |                    | ●                  | 0     | 5     | 1     |
| 5     | Mike Bryan                |             | ●           |             |                       | ●                     |                             | ●                           |                    |                    |                    |                    | 0     | 5     | 0     |
| 5     | Rafael Nadal              | ●           |             |             |                       |                       | ●                           |                             | ●                  |                    |                    |                    | 5     | 0     | 0     |
| 4     | Novak Đoković             | ●           |             |             |                       |                       | ●                           |                             |                    |                    |                    |                    | 4     | 0     | 0     |
| 4     | Jamie Murray              |             |             | ●           |                       |                       |                             | ●                           |                    | ●                  |                    |                    | 0     | 3     | 1     |
| 4     | Roger Federer             | ●           |             |             |                       |                       |                             |                             | ●                  |                    | ●                  |                    | 4     | 0     | 0     |
| 4     | Nicolas Mahut             |             | ●           |             |                       |                       |                             |                             |                    | ●                  |                    | ●                  | 0     | 4     | 0     |
| 4     | Oliver Marach             |             | ●           |             |                       |                       |                             |                             |                    |                    |                    | ●                  | 0     | 4     | 0     |
| 4     | Alexander Zverev          |             |             |             | ●                     |                       | ●                           |                             | ●                  |                    | ●                  |                    | 4     | 0     | 0     |
| 4     | Łukasz Kubot              |             |             |             |                       |                       |                             | ●                           |                    | ●                  |                    | ●                  | 0     | 4     | 0     |
| 4     | Marcelo Melo              |             |             |             |                       |                       |                             | ●                           |                    | ●                  |                    | ●                  | 0     | 4     | 0     |
| 4     | Dominic Inglot            |             |             |             |                       |                       |                             |                             |                    | ●                  |                    | ●                  | 0     | 4     | 0     |
| 4     | Fabio Fognini             |             |             |             |                       |                       |                             |                             |                    |                    | ●                  | ●                  | 3     | 1     | 0     |
| 3     | Alexander Peya            |             |             | ●           |                       |                       |                             | ●                           |                    |                    |                    | ●                  | 0     | 2     | 1     |
| 3     | Ivan Dodig                |             |             | ●           |                       |                       |                             |                             |                    |                    |                    | ●                  | 0     | 2     | 1     |
| 3     | John Isner                |             |             |             |                       |                       | ●                           | ●                           |                    |                    | ●                  |                    | 2     | 1     | 0     |
| 3     | Bruno Soares              |             |             |             |                       |                       |                             | ●                           |                    | ●                  |                    |                    | 0     | 3     | 0     |
| 3     | Henri Kontinen            |             |             |             |                       |                       |                             | ●                           |                    | ●                  |                    | ●                  | 0     | 3     | 0     |
| 3     | John Peers                |             |             |             |                       |                       |                             | ●                           |                    | ●                  |                    | ●                  | 0     | 3     | 0     |
| 3     | Karén Khatxànov           |             |             |             |                       |                       | ●                           |                             |                    |                    | ●                  |                    | 3     | 0     | 0     |
| 3     | Rajeev Ram                |             |             |             |                       |                       |                             | ●                           |                    |                    |                    | ●                  | 0     | 3     | 0     |
| 3     | Daniil Medvedev           |             |             |             |                       |                       |                             |                             | ●                  |                    | ●                  |                    | 3     | 0     | 0     |
| 3     | Franko Škugor             |             |             |             |                       |                       |                             |                             |                    | ●                  |                    | ●                  | 0     | 3     | 0     |
| 3     | Horacio Zeballos          |             |             |             |                       |                       |                             |                             |                    | ●                  |                    | ●                  | 0     | 3     | 0     |
| 3     | Dominic Thiem             |             |             |             |                       |                       |                             |                             |                    |                    | ●                  |                    | 3     | 0     | 0     |
| 3     | Matteo Berrettini         |             |             |             |                       |                       |                             |                             |                    |                    | ●                  | ●                  | 1     | 2     | 0     |
| 3     | Robin Haase               |             |             |             |                       |                       |                             |                             |                    |                    |                    | ●                  | 0     | 3     | 0     |
| 3     | Matwé Middelkoop          |             |             |             |                       |                       |                             |                             |                    |                    |                    | ●                  | 0     | 3     | 0     |
| 2     | Pierre-Hugues Herbert     |             | ●           |             |                       |                       |                             |                             |                    | ●                  |                    |                    | 0     | 2     | 0     |
| 2     | Bob Bryan                 |             |             |             |                       |                       |                             | ●                           |                    |                    |                    |                    | 0     | 2     | 0     |
| 2     | Stéfanos Tsitsipàs        |             |             |             | ●                     |                       |                             |                             |                    |                    | ●                  |                    | 2     | 0     | 0     |
| 2     | Juan Martín del Potro     |             |             |             |                       |                       | ●                           |                             | ●                  |                    |                    |                    | 2     | 0     | 0     |
| 2     | Nikola Mektić             |             |             |             |                       |                       |                             | ●                           |                    |                    |                    | ●                  | 0     | 2     | 0     |
| 2     | Níkoloz Bassilaixvili     |             |             |             |                       |                       |                             |                             | ●                  |                    |                    |                    | 2     | 0     | 0     |
| 2     | Kevin Anderson            |             |             |             |                       |                       |                             |                             | ●                  |                    | ●                  |                    | 2     | 0     | 0     |
| 2     | Roberto Bautista Agut     |             |             |             |                       |                       |                             |                             | ●                  |                    | ●                  |                    | 2     | 0     | 0     |
| 2     | Ben McLachlan             |             |             |             |                       |                       |                             |                             |                    | ●                  |                    | ●                  | 0     | 2     | 0     |
| 2     | Julio Peralta             |             |             |             |                       |                       |                             |                             |                    | ●                  |                    | ●                  | 0     | 2     | 0     |
| 2     | Jean-Julien Rojer         |             |             |             |                       |                       |                             |                             |                    | ●                  |                    | ●                  | 0     | 2     | 0     |
| 2     | Joe Salisbury             |             |             |             |                       |                       |                             |                             |                    | ●                  |                    | ●                  | 0     | 2     | 0     |
| 2     | Neal Skupski              |             |             |             |                       |                       |                             |                             |                    | ●                  |                    | ●                  | 0     | 2     | 0     |
| 2     | Horia Tecău               |             |             |             |                       |                       |                             |                             |                    | ●                  |                    | ●                  | 0     | 2     | 0     |
| 2     | Marco Cecchinato          |             |             |             |                       |                       |                             |                             |                    |                    | ●                  |                    | 2     | 0     | 0     |
| 2     | Steve Johnson             |             |             |             |                       |                       |                             |                             |                    |                    | ●                  |                    | 2     | 0     | 0     |
| 2     | Gilles Simon              |             |             |             |                       |                       |                             |                             |                    |                    | ●                  |                    | 1     | 0     | 0     |
| 2     | Kyle Edmund               |             |             |             |                       |                       |                             |                             |                    |                    | ●                  | ●                  | 1     | 1     | 0     |
| 2     | Nick Kyrgios              |             |             |             |                       |                       |                             |                             |                    |                    | ●                  | ●                  | 1     | 1     | 0     |
| 2     | Luke Bambridge            |             |             |             |                       |                       |                             |                             |                    |                    |                    | ●                  | 0     | 2     | 0     |
| 2     | Max Mirnyi                |             |             |             |                       |                       |                             |                             |                    |                    |                    | ●                  | 0     | 2     | 0     |
| 2     | Andrés Molteni            |             |             |             |                       |                       |                             |                             |                    |                    |                    | ●                  | 0     | 2     | 0     |
| 2     | Jonny O'Mara              |             |             |             |                       |                       |                             |                             |                    |                    |                    | ●                  | 0     | 2     | 0     |
| 2     | Philipp Oswald            |             |             |             |                       |                       |                             |                             |                    |                    |                    | ●                  | 0     | 2     | 0     |
| 2     | Édouard Roger-Vasselin    |             |             |             |                       |                       |                             |                             |                    |                    |                    | ●                  | 0     | 2     | 0     |
| 1     | Juan Sebastián Cabal      |             |             |             |                       |                       |                             | ●                           |                    |                    |                    |                    | 0     | 1     | 0     |
| 1     | Robert Farah              |             |             |             |                       |                       |                             | ●                           |                    |                    |                    |                    | 0     | 1     | 0     |
| 1     | Marcel Granollers         |             |             |             |                       |                       |                             | ●                           |                    |                    |                    |                    | 0     | 1     | 0     |
| 1     | Marin Čilić               |             |             |             |                       |                       |                             |                             | ●                  |                    |                    |                    | 1     | 0     | 0     |
| 1     | Borna Ćorić               |             |             |             |                       |                       |                             |                             | ●                  |                    |                    |                    | 1     | 0     | 0     |
| 1     | Diego Schwartzman         |             |             |             |                       |                       |                             |                             | ●                  |                    |                    |                    | 1     | 0     | 0     |
| 1     | Feliciano López           |             |             |             |                       |                       |                             |                             |                    | ●                  |                    |                    | 0     | 1     | 0     |
| 1     | Marc López                |             |             |             |                       |                       |                             |                             |                    | ●                  |                    |                    | 0     | 1     | 0     |
| 1     | David Marrero             |             |             |             |                       |                       |                             |                             |                    | ●                  |                    |                    | 0     | 1     | 0     |
| 1     | Jan-Lennard Struff        |             |             |             |                       |                       |                             |                             |                    | ●                  |                    |                    | 0     | 1     | 0     |
| 1     | Fernando Verdasco         |             |             |             |                       |                       |                             |                             |                    | ●                  |                    |                    | 0     | 1     | 0     |
| 1     | Pablo Andújar             |             |             |             |                       |                       |                             |                             |                    |                    | ●                  |                    | 1     | 0     | 0     |
| 1     | Mirza Bašić               |             |             |             |                       |                       |                             |                             |                    |                    | ●                  |                    | 1     | 0     | 0     |
| 1     | Roberto Carballés Baena   |             |             |             |                       |                       |                             |                             |                    |                    | ●                  |                    | 1     | 0     | 0     |
| 1     | Taro Daniel               |             |             |             |                       |                       |                             |                             |                    |                    | ●                  |                    | 1     | 0     | 0     |
| 1     | Damir Džumhur             |             |             |             |                       |                       |                             |                             |                    |                    | ●                  |                    | 1     | 0     | 0     |
| 1     | Márton Fucsovics          |             |             |             |                       |                       |                             |                             |                    |                    | ●                  |                    | 1     | 0     | 0     |
| 1     | Richard Gasquet           |             |             |             |                       |                       |                             |                             |                    |                    | ●                  |                    | 1     | 0     | 0     |
| 1     | Martin Kližan             |             |             |             |                       |                       |                             |                             |                    |                    | ●                  |                    | 1     | 0     | 0     |
| 1     | Gaël Monfils              |             |             |             |                       |                       |                             |                             |                    |                    | ●                  |                    | 1     | 0     | 0     |
| 1     | Yoshihito Nishioka        |             |             |             |                       |                       |                             |                             |                    |                    | ●                  |                    | 1     | 0     | 0     |
| 1     | Lucas Pouille             |             |             |             |                       |                       |                             |                             |                    |                    | ●                  |                    | 1     | 0     | 0     |
| 1     | João Sousa                |             |             |             |                       |                       |                             |                             |                    |                    | ●                  |                    | 1     | 0     | 0     |
| 1     | Frances Tiafoe            |             |             |             |                       |                       |                             |                             |                    |                    | ●                  |                    | 1     | 0     | 0     |
| 1     | Bernard Tomic             |             |             |             |                       |                       |                             |                             |                    |                    | ●                  |                    | 1     | 0     | 0     |
| 1     | Mischa Zverev             |             |             |             |                       |                       |                             |                             |                    |                    | ●                  |                    | 1     | 0     | 0     |
| 1     | Marcelo Arévalo           |             |             |             |                       |                       |                             |                             |                    |                    |                    | ●                  | 0     | 1     | 0     |
| 1     | Daniele Bracciali         |             |             |             |                       |                       |                             |                             |                    |                    |                    | ●                  | 0     | 1     | 0     |
| 1     | Federico Delbonis         |             |             |             |                       |                       |                             |                             |                    |                    |                    | ●                  | 0     | 1     | 0     |
| 1     | Marcelo Demoliner         |             |             |             |                       |                       |                             |                             |                    |                    |                    | ●                  | 0     | 1     | 0     |
| 1     | Jonathan Erlich           |             |             |             |                       |                       |                             |                             |                    |                    |                    | ●                  | 0     | 1     | 0     |
| 1     | Máximo González           |             |             |             |                       |                       |                             |                             |                    |                    |                    | ●                  | 0     | 1     | 0     |
| 1     | Santiago González         |             |             |             |                       |                       |                             |                             |                    |                    |                    | ●                  | 0     | 1     | 0     |
| 1     | Nicolás Jarry             |             |             |             |                       |                       |                             |                             |                    |                    |                    | ●                  | 0     | 1     | 0     |
| 1     | Roman Jebavý              |             |             |             |                       |                       |                             |                             |                    |                    |                    | ●                  | 0     | 1     | 0     |
| 1     | Raven Klaasen             |             |             |             |                       |                       |                             |                             |                    |                    |                    | ●                  | 0     | 1     | 0     |
| 1     | Austin Krajicek           |             |             |             |                       |                       |                             |                             |                    |                    |                    | ●                  | 0     | 1     | 0     |
| 1     | Robert Lindstedt          |             |             |             |                       |                       |                             |                             |                    |                    |                    | ●                  | 0     | 1     | 0     |
| 1     | Nicholas Monroe           |             |             |             |                       |                       |                             |                             |                    |                    |                    | ●                  | 0     | 1     | 0     |
| 1     | Cameron Norrie            |             |             |             |                       |                       |                             |                             |                    |                    |                    | ●                  | 0     | 1     | 0     |
| 1     | Philipp Petzschner        |             |             |             |                       |                       |                             |                             |                    |                    |                    | ●                  | 0     | 1     | 0     |
| 1     | Hans Podlipnik-Castillo   |             |             |             |                       |                       |                             |                             |                    |                    |                    | ●                  | 0     | 1     | 0     |
| 1     | Tim Pütz                  |             |             |             |                       |                       |                             |                             |                    |                    |                    | ●                  | 0     | 1     | 0     |
| 1     | Miguel Ángel Reyes Varela |             |             |             |                       |                       |                             |                             |                    |                    |                    | ●                  | 0     | 1     | 0     |
| 1     | Artem Sitak               |             |             |             |                       |                       |                             |                             |                    |                    |                    | ●                  | 0     | 1     | 0     |
| 1     | Ken Skupski               |             |             |             |                       |                       |                             |                             |                    |                    |                    | ●                  | 0     | 1     | 0     |
| 1     | John-Patrick Smith        |             |             |             |                       |                       |                             |                             |                    |                    |                    | ●                  | 0     | 1     | 0     |
| 1     | Michael Venus             |             |             |             |                       |                       |                             |                             |                    |                    |                    | ●                  | 0     | 1     | 0     |
| 1     | Jackson Withrow           |             |             |             |                       |                       |                             |                             |                    |                    |                    | ●                  | 0     | 1     | 0     |

### Títols per país
| Total | País                 | Grand Slams | Grand Slams | Grand Slams | ATP World Tour Finals | ATP World Tour Finals | ATP World Tour Masters 1000 | ATP World Tour Masters 1000 | ATP World Tour 500 | ATP World Tour 500 | ATP World Tour 250 | ATP World Tour 250 | Resum | Resum | Resum |
| Total | País                 | I           | D           | X           | I                     | D                     | I                           | D                           | I                  | D                  | I                  | D                  | I     | D     | X     |
| ----- | -------------------- | ----------- | ----------- | ----------- | --------------------- | --------------------- | --------------------------- | --------------------------- | ------------------ | ------------------ | ------------------ | ------------------ | ----- | ----- | ----- |
| 17    | Estats Units         |             | 2           |             |                       | 1                     | 1                           | 4                           |                    |                    | 4                  | 5                  | 5     | 12    | 0     |
| 15    | Croàcia              |             | 1           | 2           |                       |                       |                             | 1                           | 2                  | 1                  |                    | 8                  | 2     | 11    | 2     |
| 15    | Regne Unit           |             |             | 1           |                       |                       |                             | 1                           |                    | 4                  | 1                  | 8                  | 1     | 13    | 1     |
| 12    | Espanya              | 1           |             |             |                       |                       | 3                           | 1                           | 2                  | 2                  | 3                  |                    | 9     | 3     | 0     |
| 12    | Àustria              |             | 1           | 1           |                       |                       |                             | 1                           |                    |                    | 3                  | 6                  | 3     | 8     | 1     |
| 9     | França               |             | 1           |             |                       |                       |                             |                             |                    | 1                  | 5                  | 2                  | 5     | 4     | 0     |
| 8     | Brasil               |             |             |             |                       |                       |                             | 2                           |                    | 4                  |                    | 2                  | 0     | 8     | 0     |
| 8     | Argentina            |             |             |             |                       |                       | 1                           |                             | 2                  | 1                  |                    | 4                  | 3     | 5     | 0     |
| 8     | Itàlia               |             |             |             |                       |                       |                             |                             |                    |                    | 6                  | 2                  | 6     | 2     | 0     |
| 7     | Alemanya             |             |             |             | 1                     |                       | 1                           |                             | 1                  | 1                  | 2                  | 1                  | 5     | 2     | 0     |
| 7     | Austràlia            |             |             |             |                       |                       |                             | 1                           |                    | 1                  | 2                  | 3                  | 2     | 5     | 0     |
| 6     | Rússia               |             |             |             |                       |                       | 1                           |                             | 1                  |                    | 2                  | 2                  | 4     | 2     | 0     |
| 5     | Països Baixos        |             |             |             |                       |                       |                             |                             |                    | 1                  |                    | 4                  | 0     | 5     | 0     |
| 4     | Sèrbia               | 2           |             |             |                       |                       | 2                           |                             |                    |                    |                    |                    | 4     | 0     | 0     |
| 4     | Suïssa               | 1           |             |             |                       |                       |                             |                             | 2                  |                    | 1                  |                    | 4     | 0     | 0     |
| 4     | Polònia              |             |             |             |                       |                       |                             | 1                           |                    | 2                  |                    | 1                  | 0     | 4     | 0     |
| 4     | Japó                 |             |             |             |                       |                       |                             |                             |                    | 1                  | 2                  | 1                  | 2     | 2     | 0     |
| 3     | Finlàndia            |             |             |             |                       |                       |                             | 1                           |                    | 1                  |                    | 1                  | 0     | 3     | 0     |
| 3     | Sud-àfrica           |             |             |             |                       |                       |                             |                             | 1                  |                    | 1                  | 1                  | 2     | 1     | 0     |
| 3     | Xile                 |             |             |             |                       |                       |                             |                             |                    | 1                  |                    | 2                  | 0     | 3     | 0     |
| 2     | Grècia               |             |             |             | 1                     |                       |                             |                             |                    |                    | 1                  |                    | 2     | 0     | 0     |
| 2     | Geòrgia              |             |             |             |                       |                       |                             |                             | 2                  |                    |                    |                    | 2     | 0     | 0     |
| 2     | Romania              |             |             |             |                       |                       |                             |                             |                    | 1                  |                    | 1                  | 0     | 2     | 0     |
| 2     | Bòsnia i Hercegovina |             |             |             |                       |                       |                             |                             |                    |                    | 2                  |                    | 2     | 0     | 0     |
| 2     | Belarús              |             |             |             |                       |                       |                             |                             |                    |                    |                    | 2                  | 0     | 2     | 0     |
| 2     | Mèxic                |             |             |             |                       |                       |                             |                             |                    |                    |                    | 2                  | 0     | 2     | 0     |
| 2     | Nova Zelanda         |             |             |             |                       |                       |                             |                             |                    |                    |                    | 2                  | 0     | 2     | 0     |
| 1     | Colòmbia             |             |             |             |                       |                       |                             | 1                           |                    |                    |                    |                    | 0     | 1     | 0     |
| 1     | Eslovàquia           |             |             |             |                       |                       |                             |                             |                    |                    | 1                  |                    | 1     | 0     | 0     |
| 1     | Hongria              |             |             |             |                       |                       |                             |                             |                    |                    | 1                  |                    | 1     | 0     | 0     |
| 1     | Portugal             |             |             |             |                       |                       |                             |                             |                    |                    | 1                  |                    | 1     | 0     | 0     |
| 1     | Israel               |             |             |             |                       |                       |                             |                             |                    |                    |                    | 1                  | 0     | 1     | 0     |
| 1     | El Salvador          |             |             |             |                       |                       |                             |                             |                    |                    |                    | 1                  | 0     | 1     | 0     |
| 1     | Suècia               |             |             |             |                       |                       |                             |                             |                    |                    |                    | 1                  | 0     | 1     | 0     |
| 1     | Txèquia              |             |             |             |                       |                       |                             |                             |                    |                    |                    | 1                  | 0     | 1     | 0     |

## Rànquings

### Individual
| Rànquing individual ATP 2018 | Rànquing individual ATP 2018 | Rànquing individual ATP 2018 | Rànquing individual ATP 2018 | Rànquing individual ATP 2018 | Rànquing individual ATP 2018 |
| Pos.                         | Tennista                     | Punts                        | Torneigs                     | Ant.                         | Mov.                         |
| ---------------------------- | ---------------------------- | ---------------------------- | ---------------------------- | ---------------------------- | ---------------------------- |
| 1                            | Novak Đoković                | 9.045                        | 17                           | 12                           | 11                           |
| 2                            | Rafael Nadal                 | 7.480                        | 13                           | 1                            | 1                            |
| 3                            | Roger Federer                | 6.420                        | 17                           | 2                            | 1                            |
| 4                            | Alexander Zverev             | 6.385                        | 21                           | 4                            | =                            |
| 5                            | Juan Martín del Potro        | 5.300                        | 18                           | 11                           | 6                            |
| 6                            | Kevin Anderson               | 4.710                        | 20                           | 14                           | 8                            |
| 7                            | Marin Čilić                  | 4.250                        | 19                           | 6                            | 1                            |
| 8                            | Dominic Thiem                | 4.095                        | 25                           | 5                            | 3                            |
| 9                            | Kei Nishikori                | 3.590                        | 24                           | 22                           | 13                           |
| 10                           | John Isner                   | 3.155                        | 23                           | 17                           | 7                            |
| 11                           | Karén Khatxànov              | 2.835                        | 25                           | 45                           | 34                           |
| 12                           | Borna Ćorić                  | 2.480                        | 20                           | 48                           | 36                           |
| 13                           | Fabio Fognini                | 2.315                        | 25                           | 27                           | 14                           |
| 14                           | Kyle Edmund                  | 2.150                        | 23                           | 50                           | 36                           |
| 15                           | Stéfanos Tsitsipàs           | 2.095                        | 30                           | 91                           | 76                           |
| 16                           | Daniil Medvedev              | 1.977                        | 27                           | 65                           | 49                           |
| 17                           | Diego Schwartzman            | 1.880                        | 26                           | 26                           | 9                            |
| 18                           | Milos Raonic                 | 1.855                        | 20                           | 24                           | 6                            |
| 19                           | Grígor Dimitrov              | 1.835                        | 20                           | 3                            | 16                           |
| 20                           | Marco Cecchinato             | 1.819                        | 30                           | 109                          | 89                           |

#### Evolució número 1
| Tennista      | Data inici    | Data fi       | Setmanes |
| ------------- | ------------- | ------------- | -------- |
| Rafael Nadal  | Final 2017    | 18 de febrer  | 7        |
| Roger Federer | 19 de febrer  | 1 d'abril     | 6        |
| Rafael Nadal  | 2 d'abril     | 13 de maig    | 6        |
| Roger Federer | 14 de maig    | 20 de maig    | 1        |
| Rafael Nadal  | 21 de maig    | 17 de juny    | 4        |
| Roger Federer | 18 de juny    | 24 de juny    | 1        |
| Rafael Nadal  | 25 de juny    | 4 de novembre | 19       |
| Novak Đoković | 5 de novembre | Final 2018    | 8        |

### Dobles
| Rànquing dobles ATP 2018 | Rànquing dobles ATP 2018 | Rànquing dobles ATP 2018 | Rànquing dobles ATP 2018 | Rànquing dobles ATP 2018 | Rànquing dobles ATP 2018 |
| Pos.                     | Tennista                 | Punts                    | Torneigs                 | Ant.                     | Mov.                     |
| ------------------------ | ------------------------ | ------------------------ | ------------------------ | ------------------------ | ------------------------ |
| 1                        | Mike Bryan               | 10.840                   | 22                       | 11                       | 10                       |
| 2                        | Jack Sock                | 7.925                    | 22                       | 39                       | 37                       |
| 3                        | Oliver Marach            | 7.250                    | 26                       | 19                       | 16                       |
| 4                        | Mate Pavić               | 7.250                    | 26                       | 17                       | 13                       |
| 5                        | Juan Sebastián Cabal     | 6.140                    | 23                       | 23                       | 18                       |
| 5                        | Robert Farah             | 6.140                    | 23                       | 27                       | 22                       |
| 7                        | Jamie Murray             | 5.450                    | 23                       | 9                        | 2                        |
| 7                        | Bruno Soares             | 5.450                    | 23                       | 10                       | 3                        |
| 9                        | Łukasz Kubot             | 5.270                    | 26                       | 2                        | 7                        |
| 9                        | Marcelo Melo             | 5.270                    | 26                       | 1                        | 8                        |
| 11                       | Nicolas Mahut            | 4.880                    | 19                       | 6                        | 5                        |
| 12                       | Pierre-Hugues Herbert    | 4.440                    | 15                       | 13                       | 1                        |
| 13                       | Nikola Mektic            | 4.400                    | 29                       | 32                       | 19                       |
| 14                       | Bob Bryan                | 4.355                    | 9                        | 11                       | 3                        |
| 15                       | Raven Klaasen            | 4.320                    | 26                       | 25                       | 10                       |
| 16                       | Michael Venus            | 4.320                    | 27                       | 15                       | 1                        |
| 17                       | Alexander Peya           | 4.045                    | 24                       | 54                       | 37                       |
| 18                       | Ben McLachlan            | 3.300                    | 33                       | 73                       | 55                       |
| 19                       | Jean-Julien Rojer        | 3.270                    | 27                       | 7                        | 12                       |
| 20                       | Dominic Inglot           | 3.200                    | 26                       | 51                       | 31                       |

| Rànquing equips ATP 2018 | Rànquing equips ATP 2018            | Rànquing equips ATP 2018 | Rànquing equips ATP 2018 | Rànquing equips ATP 2018 | Rànquing equips ATP 2018 |
| Pos.                     | Parella                             | Punts                    | Torneigs                 | Ant.                     | Mov.                     |
| ------------------------ | ----------------------------------- | ------------------------ | ------------------------ | ------------------------ | ------------------------ |
| 1                        | Oliver Marach Mate Pavić            | 7.810                    | 24                       | 9                        | 8                        |
| 2                        | Juan Sebastián Cabal Robert Farah   | 6.230                    | 22                       | 12                       | 10                       |
| 3                        | Mike Bryan Jack Sock                | 5.930                    | 8                        | −                        | Augment                  |
| 4                        | Jamie Murray Bruno Soares           | 5.540                    | 22                       | 3                        | 1                        |
| 4                        | Łukasz Kubot Marcelo Melo           | 5.540                    | 25                       | 1                        | 4                        |
| 6                        | Raven Klaasen Michael Venus         | 4.410                    | 25                       | −                        | Augment                  |
| 7                        | Bob Bryan Mike Bryan                | 4.355                    | 9                        | 5                        | 2                        |
| 8                        | Pierre-Hugues Herbert Nicolas Mahut | 4.290                    | 12                       | 6                        | 2                        |
| 9                        | Nikola Mektic Alexander Peya        | 3.920                    | 22                       | −                        | Augment                  |
| 10                       | Henri Kontinen John Peers           | 2.740                    | 21                       | 2                        | 8                        |

#### Evolució número 1
| Tennista/es               | Data inici   | Data fi      | Setmanes |
| ------------------------- | ------------ | ------------ | -------- |
| Marcelo Melo              | Final 2017   | 7 de gener   | 1        |
| Marcelo Melo Łukasz Kubot | 8 de gener   | 29 d'abril   | 16       |
| Łukasz Kubot              | 30 d'abril   | 20 de maig   | 3        |
| Mate Pavić                | 21 de maig   | 15 de juliol | 8        |
| Mike Bryan                | 16 de juliol | Final 2018   | 24       |

## Guardons
- Millor tennista individual: Novak Đoković[2]
- Millor equip de dobles: Oliver Marach i Mate Pavić[2][3]
- ATP Comeback Player of the Year: Novak Đoković[2]
- ATP Most Improved Player of the Year: Stéfanos Tsitsipàs[2][4]
- Newcomer of the Year: Alex de Minaur[2][5]
- Stefan Edberg Sportsmanship Award: Rafael Nadal[2]
- Arthur Ashe Humanitarian of the Year: Tommy Robredo[2]
- ATP Coach of the Year: Marian Vajda (entrenador de Novak Đoković)[2][6]
- Tennista favorit individual: Roger Federer[2]
- Equip favorit: Mike Bryan i Jack Sock[2]
- Ron Bookman Media Excellence Award: Sue Barker[2][7]

## Retirades
- Julien Benneteau (20 de desembre de 1981)[8]
- Alejandro Falla (14 de novembre de 1983)[9][10]
- Sam Groth (19 d'octubre de 1987)[10]
- Tommy Haas (3 d'abril de 1978)[11][10]
- Mikhaïl Iujni (25 de juny de 1982)[12][8]
- Scott Lipsky (14 d'agost de 1981)[10]
- Florian Mayer (5 d'octubre de 1983)[13][8]
- Jürgen Melzer (22 de maig de 1983)[14]
- Max Mirnyi (6 de juliol de 1977)[15][8]
- Gilles Müller (9 de maig de 1983)[8]
- Daniel Nestor (4 de setembre de 1972)[16][10]
- André Sá (6 de maig de 1977)[10]
- Adrian Ungur (22 de gener de 1985)

## Distribució de punts
| Categoria                             | G                     | F                    | SF                  | QF                                                                                               | R16                                                                                              | R32                                                                                              | R64                                                                                              | R128                                                                                             | Q                                                                                                | Q3                                                                                               | Q2                                                                                               | Q1                                                                                               |
| Grand Slam (128I)                     | 2000                  | 1200                 | 720                 | 360                                                                                              | 180                                                                                              | 90                                                                                               | 45                                                                                               | 10                                                                                               | 25                                                                                               | 16                                                                                               | 8                                                                                                | 0                                                                                                |
| Grand Slam (64D)                      | 2000                  | 1200                 | 720                 | 360                                                                                              | 180                                                                                              | 90                                                                                               | 0                                                                                                | –                                                                                                | 25                                                                                               | –                                                                                                | 0                                                                                                | 0                                                                                                |
| ATP Finals (8I/8D)                    | 1500 (max) 1100 (min) | 1000 (max) 600 (min) | 600 (max) 200 (min) | 200 per cada victòria a la fase Round Robin +400 victòria a semifinals, +500 victòria a la final | 200 per cada victòria a la fase Round Robin +400 victòria a semifinals, +500 victòria a la final | 200 per cada victòria a la fase Round Robin +400 victòria a semifinals, +500 victòria a la final | 200 per cada victòria a la fase Round Robin +400 victòria a semifinals, +500 victòria a la final | 200 per cada victòria a la fase Round Robin +400 victòria a semifinals, +500 victòria a la final | 200 per cada victòria a la fase Round Robin +400 victòria a semifinals, +500 victòria a la final | 200 per cada victòria a la fase Round Robin +400 victòria a semifinals, +500 victòria a la final | 200 per cada victòria a la fase Round Robin +400 victòria a semifinals, +500 victòria a la final | 200 per cada victòria a la fase Round Robin +400 victòria a semifinals, +500 victòria a la final |
| ATP World Tour Masters 1000 (96I)     | 1000                  | 600                  | 360                 | 180                                                                                              | 90                                                                                               | 45                                                                                               | 25                                                                                               | 10                                                                                               | 16                                                                                               | –                                                                                                | 8                                                                                                | 0                                                                                                |
| ATP World Tour Masters 1000 (56I/48I) | 1000                  | 600                  | 360                 | 180                                                                                              | 90                                                                                               | 45                                                                                               | 10                                                                                               | –                                                                                                | 25                                                                                               | –                                                                                                | 16                                                                                               | 0                                                                                                |
| ATP World Tour Masters 1000 (32D/24D) | 1000                  | 600                  | 360                 | 180                                                                                              | 90                                                                                               | 0                                                                                                | –                                                                                                | –                                                                                                | –                                                                                                | –                                                                                                | –                                                                                                | –                                                                                                |
| ATP World Tour 500 (48I)              | 500                   | 300                  | 180                 | 90                                                                                               | 45                                                                                               | 20                                                                                               | 0                                                                                                | –                                                                                                | 10                                                                                               | –                                                                                                | 4                                                                                                | 0                                                                                                |
| ATP World Tour 500 (32I)              | 500                   | 300                  | 180                 | 90                                                                                               | 45                                                                                               | 0                                                                                                | –                                                                                                | –                                                                                                | 20                                                                                               | –                                                                                                | 10                                                                                               | 0                                                                                                |
| ATP World Tour 500 (16D)              | 500                   | 300                  | 180                 | 90                                                                                               | 0                                                                                                | –                                                                                                | –                                                                                                | –                                                                                                | 20                                                                                               | –                                                                                                | 0                                                                                                | 0                                                                                                |
| ATP World Tour 250 (56I/48I)          | 250                   | 150                  | 90                  | 45                                                                                               | 20                                                                                               | 10                                                                                               | 0                                                                                                | –                                                                                                | 5                                                                                                | 3                                                                                                | 0                                                                                                | 0                                                                                                |
| ATP World Tour 250 (32I/28I)          | 250                   | 150                  | 90                  | 45                                                                                               | 20                                                                                               | 0                                                                                                | –                                                                                                | –                                                                                                | 12                                                                                               | 6                                                                                                | 0                                                                                                | 0                                                                                                |
| ATP World Tour 250 (24D)              | 250                   | 150                  | 90                  | 45                                                                                               | 20                                                                                               | 0                                                                                                | –                                                                                                | –                                                                                                | –                                                                                                | –                                                                                                | –                                                                                                | –                                                                                                |
| ATP World Tour 250 (16D)              | 250                   | 150                  | 90                  | 45                                                                                               | 0                                                                                                | –                                                                                                | –                                                                                                | –                                                                                                | –                                                                                                | –                                                                                                | –                                                                                                | –                                                                                                |